# Ванделёр, Ормсби
Сэр Джон Ормсби Ванделёр (англ. Sir John Ormsby Vandeleur; 1763, Килраш — 10 декабря 1849, Дублин) — британский военачальник, полный генерал (1838).

## Биография
Ормсби Ванделёр был сыном Ричарда Ванделёра (умер в 1772 году) и Элинор, дочери Джона Фирмана из Фирмаунта. Ванделёры — семья голландского происхождения (голландское написание фамилии: Ван де Лёр). Предки военачальника переехали в Ирландию в семнадцатом веке и поселились в Килраше, графство Клэр, где вскоре стали основными землевладельцами.
В декабре 1781 года Ванделёр стал энсином 5-го пехотного полка. В 1783 году он был повышен до лейтенанта и переведён в 67-й пехотный полк. В составе этого полка Ванделёр служил в Вест-Индии. В 1788 году он перевёлся в 9-й пехотный полк и 9 марта 1792 года был повышен до капитана. В декабре того же года он перевёлся в 8-й полк лёгких драгун, а 4 мая 1793 года был произведен в майоры.
В апреле 1794 года Ванделёр отправился со своим полком во Фландрию, чтобы служить под командованием Фридриха, герцога Йоркского. Он принимал участие в основных военных действиях Фландрской кампании англичан и находился в составе армии во время её отступления через Голландию в Бремен. При эвакуации британской армии в Англию в апреле 1795 года Ванделёр был оставлен на континенте до декабря того же года в составе небольшого контингента генерала Дандаса.
В августе 1796 года Ванделёр был направлен в Капскую колонию, где участвовал в операциях против голландцев, союзников Франции, в войсках под началом генералов Крейга и Дандаса. 1 января 1798 года он был произведен в подполковники 8-го полка лёгких драгун.
В октябре 1802 года Ванделёр отправился со своим полком в Индию, где командовал кавалерийской бригадой в армии лорда Лейка во Второй англо-маратхской войне. В битве при Ласвари 1 ноября 1803 года Ванделёр обратил в бегство левый фланг противника и взял две тысячи пленных, получив за это благодарность лорда Лейка. Он также участвовал в ноябре 1804 года в бою в Фаррукхабаде (вблизи города Фаррукхабад), где сражался против войск вождя маратхов, махараджи Яшвант Рао I (Яшвантрао Холкара). Успешной была атака Ванделёра и захват артиллерии противника у Афзалгара 2 марта 1805 года.
В 1806 году Ванделёр вернулся в Англию. 16 апреля 1807 года он перешёл в 19-й лёгкий драгунский полк, а 25 апреля 1808 года был произведен в бревет-полковники. 4 июня 1811 года он был произведен в генерал-майоры и назначен командиром пехотной бригады Лёгкой дивизии в ходе Пиренейской войны.
Ванделёр временно возглавил дивизию после того, как её прежний начальник, генерал Кроуфорд, не пользовавшийся популярностью у солдат (имел прозвище «Чёрный Боб (Чёрный Роберт)»), получил смертельное ранение в ходе штурма Сьюдад-Родриго 19 января 1812 года. Ванделёр тоже был ранен, но уже 22 июня принял участие в битве при Саламанке. В июне следующего года он атаковал одну из французских дивизий, окружил одну из её бригад, взял триста пленных и заставил остальных рассредоточиться в горах. 21 июня 1813 года он участвовал в битве при Витории, а в следующем месяце был назначен командовать бригадой легких драгун в войсках под непосредственным командованием сэра Томаса Грэхема (впоследствии лорда Линедоха), а затем под командованием лорда Ниддри. Ванделёр участвовал во всех операциях этих войск, включая битву при Ниве. В конце Пиренейской войны он получил под своё командование кавалерийскую дивизию, которую возглавлял на завершающем этапе британского наступления.
Во время Ста дней, в битве при Ватерлоо генерал-майор Ормсби Ванделёр командовал британской 4-й кавалерийской бригадой, состоявшей из 11-го, 12-го и 16-го лёгких драгунских полков. После того, как граф Аксбридж, командующий всей британской кавалерией, был тяжело ранен и был вынужден покинуть поле боя, Ванделёр, как старший генерал, принял командование всей британской кавалерией, и возглавлял её в конце битвы при Ватерлоо и в период наступательного марша на Париж. За заслуги в боях в Испании и в Бельгии, Ванделёр 3 января 1815 года был награждён орденом Бани. Он также имел Армейскую золотую медаль с пряжками за Сьюдад-Родриго, Саламанку, Виторию и Нив, а также Медаль за Ватерлоо. Ванделёр также был кавалером российского ордена Святого Владимира II степени и баварского ордена Максимиллиана Иосифа.
19 июля 1821 года Ванделёр был произведён в генерал-лейтенанты, а 28 июня 1838 года — в (полные) генералы. Несколько ранее, в 1833 году, он стал кавалером Большого креста ордена Бани.
Генерал Ванделёр скончался 10 декабря 1849 года в своём доме в Дублине.
Ванделёр был женат с 1829 года на дочери преподобного Джона Глесса. У пары было двое детей — сын и дочь Эллен, которые вышли замуж за полковника Ричарда Гривза.